# 志摩的诗
《志摩的诗》，徐志摩的代表性诗集。
徐志摩的代表性作品有：诗集《志摩的诗》、《翡冷翠的一夜》、《猛虎集》、《云游》；散文集《落叶》、《自剖》、《巴黎的鳞爪》、《秋》。

## 写作与出版
该诗集是徐志摩的第一部诗集，收录了1922年到1925年的诗歌，一共55题72首，1925年由上海中华书局出版。

## 内容
该诗集的诗歌涉及爱情、国家、人民等方面。例如，《我有一个恋爱》、《这是一个懦怯的世界》，抒发自己对爱情、美、自由的渴望和追求；《古怪的世界》、《先生！先生！》、《叫化活该》等抒发对劳苦人民的同情和对黑暗社会的鞭挞；《沙扬娜拉十八首》抒发对日本美女风情的感受；《康桥再会吧》描述了英国伦敦市的康桥美景。

## 传世名句
《沙扬娜拉十八首》：“最是那一低头的温柔，像一朵水莲花不胜凉风的娇羞，道一声珍重，道一声珍重，那一声珍重里有蜜甜的忧愁——沙扬娜拉！”

## 主题与思想
徐志摩的诗歌风格是“自由”和“率性”，其诗歌没有固定的章法，往往追随感情和灵感而写出，其中，“比喻”是最常用的艺术手法。
该诗集里的诗歌主要表达对黑暗社会的不满和对理想社会的追求，形式多样，构思巧妙，意境新颖，感情真挚。

## 评价
朱自清：“徐志摩的诗歌跳着溅着不舍昼夜的一道生命水”。
沈从文：“他对新诗在发展过程中的卓越贡献，他的处理文字表达情感不同一般的风格，还具有十分鲜明的青春活力，并不因时间而褪色走样。作品持久存在，实利索当然。”